# Consell
Consell település Spanyolországban, a Baleár-szigeteken. Consell Alaró, Binissalem, Sencelles, Santa Eugènia és Santa Maria del Camí községekkel határos. Lakosainak száma 4399 fő (2024).

## Népesség
A település népessége az elmúlt években az alábbi módon változott:
| Lakosok száma | 2403 | 2727 | 3045 | 3515 | 3789 | 3859 | 3869 | 4053 | 4243 | 4399 |
|               | 2001 | 2004 | 2006 | 2009 | 2011 | 2014 | 2016 | 2019 | 2021 | 2024 |